# Arnoldshainer Abendmahlsthesen
Die Arnoldshainer Abendmahlsthesen (Titel: Was hören wir als Glieder der einen apostolischen Kirche als entscheidenden Inhalt des biblischen Zeugnisses vom Abendmahl?; oft auch einfach Arnoldshainer Thesen) sind eine Reihe von acht Thesen, die 1957 von einer Kommission von 19 lutherischen, unierten und reformierten Theologen in der Evangelischen Akademie in Arnoldshain (seit 1972 ein Ortsteil der Gemeinde Schmitten im Hochtaunuskreis) formuliert wurden. Sie sollten eine Verständigung über die unterschiedlichen Abendmahlsverständnisse der beteiligten Konfessionen bringen und dadurch vollständige Abendmahlsgemeinschaft im Bereich der Evangelischen Kirche in Deutschland (EKD) ermöglichen. 

## Hintergrund
Aufgrund des unterschiedlichen Auffassung über die Präsenz Christi im Abendmahl (→ Realpräsenz), die im Abendmahlsstreit der Reformatoren nicht beigelegt werden konnten, bestand über Jahrhunderte keine Abendmahlsgemeinschaft zwischen lutherischen und reformierten Kirchen. Vor allem die Lutheraner erklärten bis in die erste Hälfte des 20. Jahrhunderts, dass weder Reformierte an lutherischen noch Lutheraner an reformierten Abendmahlsfeiern teilnehmen dürften. Die Erfahrung des Kirchenkampfes ließ jedoch die Kirchen näher aneinander rücken, und so kam im Zusammenhang mit der Gründung der EKD der Wunsch auf, eine Vereinbarung über die gegenseitige Zulassung zum Abendmahl zu schließen. Deshalb bat die zweite Kirchenversammlung in Treysa im Juni 1947 den Rat der EKD, „sich darum zu bemühen, dass ein verbindliches Gespräch über die Lehre vom Heiligen Abendmahl im Hinblick auf die Kirchengemeinschaft zustande kommt“. Darauf wurde eine Kommission einberufen, zu der Theologen der unterschiedlichen Konfessionen, unter anderem Helmut Gollwitzer, Walter Kreck, Ernst Sommerlath, Peter Brunner, Ernst Bizer, Ernst Wolf, Hans Joachim Iwand, Eduard Schweizer, Ernst Käsemann und Günther Bornkamm, gehörten. Hermann Dietzfelbinger und Volkmar Herntrich schieden im Laufe der zehnjährigen Arbeit auf eigenen Wunsch aus. In der Abschlusssitzung am 1. und 2. November wurden acht Thesen verabschiedet, die die Diskussion zusammenfassen und den Weg zur Abendmahlsgemeinschaft öffnen sollten. Nur Sommerlath stimmte gegen die Thesen.

## Inhalt
Ausgangspunkt der Thesen ist die schon von der vierten Bekenntnissynode der Evangelischen Kirche der Altpreußischen Union in Halle (Saale) 1937 formulierte Überzeugung, dass Jesus Christus derjenige ist, der zum Abendmahl einlädt (These 1) und darin „die Gaben des rettenden Evangeliums zueignet“ (These 2). Brot und Wein gehören zum Abendmahl wie Gebet, Danksagung und Lobpreis und die Einsetzungsworte (These 3,3). Die zentrale These 4 stellt fest, dass Christus selbst, nicht die Abendmahlselemente, die eigentliche Gabe ist: „… Er … lässt sich in seinem für alle in den Tod gegebenen Leib und seinem für alle vergossenen Blut durch sein verheißendes Wort mit Brot und Wein von uns nehmen …“. 
These 5 vollzieht Abgrenzungen zu anderen Positionen, wobei sowohl die römisch-katholische als auch die zwinglianische Abendmahlslehre zurückgewiesen werden. Die Thesen 6–8 beschreiben die Wirkungen und Konsequenzen des Abendmahls.

## Wirkung
Im Juli 1958 übergab der Rat der EKD das Arbeitsergebnis der kirchlichen Öffentlichkeit. Darauf entbrannte eine lebhafte theologische Diskussion, in der vor allem lutherische Theologen (z. B. Sommerlath, Ernst Kinder, August Kimme, Hermann Sasse) heftige Kritik übten. Auf Bitte des Rates der EKD 1960 ging die Kommission auf die eingegangenen Stellungnahmen ein und ergänzte die Thesen durch eingehende Erläuterungen, die 1962 veröffentlicht wurden.
Nach Abschluss der Diskussion erklärten einige unierte Landeskirchen (z. B. die Evangelische Landeskirche Anhalts) ausdrücklich ihre Zustimmung zu den Abendmahlsthesen. Die lutherischen Kirchen konnten sich dazu jedoch nicht entschließen, so dass die Arnoldshainer Abendmahlsthesen zunächst ohne die erhoffte Wirkung blieben. Erst 1973 wurden ihre Grundgedanken und einzelne Formulierungen in der Leuenberger Konkordie aufgenommen. Nachdem alle Landeskirchen der EKD die Konkordie unterzeichnet hatten, war damit auch die Abendmahlsgemeinschaft in der EKD erreicht.

## Weblink
- Die Arnoldshainer Abendmahlsthesen mit Kommentar (PDF-Datei; 37 kB)